# Bäck (plaats)
Bäck is een plaats in de gemeente Mora in het landschap Dalarna en de provincie Dalarnas län in Zweden. De plaats heeft 98 inwoners (2005) en een oppervlakte van 29 hectare. Bäck wordt omringd door zowel naaldbos als wat landbouwgrond. Iets ten zuiden van het dorp loopt de rivier de Våmån. De plaats Mora ligt zo'n twintig kilometer ten zuiden van het dorp.